# Josep Ricart i Rovira
Josep Ricart i Rovira (Avinyonet del Penedès, 1884 - Sant Pere de Ribes, 1959) fou el primer alcalde republicà i d'esquerres de Sant Pere de Ribes.
L'any 1902 presidia el sindicat obrer d'Avinyonet. L'any 1919 fou un dels fundadors de la Societat d'Agricultors Obrers de Sant Pere de Ribes. Fou empresonat entre 1921 i 1922 per tenir càrrecs en aquesta organització. L'any 1922 assolí l'alcaldia de Sant Pere de Ribes amb el vot favorable de 6 regidors del consistori, mentre que 4 votaren en contra. Va compatibilitzar l'alcaldia amb el càrrec de vicepresident del Comitè Central de la Unió de Rabassaires de Catalunya, càrrec que conservà fins al 1924. Empresonat de nou durant la dictadura de Primo de Rivera. Després de l'alçament del general Francisco Franco Bahamonde, formà part de la Col·lectivitat Agrícola Vilanovesa i fou partidari de la col·lectivització. Regidor de l'Ajuntament de Vilanova i la Geltrú entre el maig de 1938 fins i el gener de 1939. Patí exili a França entre 1939 i 1958.